# Kurznasen-Maräne
Die Kurznasen-Maräne (Coregonus reighardi) ist ein äußerst seltener Süßwasserfisch aus der Familie der Lachsfische (Salmonidae). Wissenschaftlich benannt wurde sie nach dem amerikanischen Ichthyologen Jacob Reighard. 

## Beschreibung
Die Kurznasen-Maräne erreicht eine maximale Länge von 36 cm und ein maximales Gewicht von 540 g. Von anderen Maränen unterscheidet sie sich vor allem durch ihren dickeren Körperbau (fast rund im Querschnitt), den kürzeren Kopf (der dieser Art den Namen gegeben hat) und die kleinen Augen. 

## Vorkommen
Diese Art ist heimisch in der Nearktischen Region und kam früher im Huronsee, im Michigansee und im Ontariosee in Kanada und den Vereinigten Staaten vor. 40 Jahre wurde vermutet, das die letzte bekannte Population auf die Georgsbucht im Huronsee in Kanada beschränkt war. 

## Lebensweise
Wie viele andere Maränenarten ist auch die Kurznasenmaräne kaum erforscht. Über ihr Brutverhalten und ihren Lebenszyklus ist nur wenig bekannt, außer dass sie im Frühjahr auf dem Seeboden laicht. Das älteste gefangene Exemplar hatte ein Alter von 8 Jahren erreicht. Die Nahrung besteht aus Krebstieren, Weichtieren und Zooplankton.

## Gefährdung
Von der IUCN wird die Art gegenwärtig als „vom Aussterben bedroht“ gelistet. Der United States Fish and Wildlife Service und das Ministerium für Naturressourcen von Ontario betrachten diese Art jedoch als ausgestorben, weil seit 1985 kein Exemplar mehr nachgewiesen werden konnte. Diese Art war bis 1964 im Ontariosee präsent, wurde zuletzt 1974 im Michigansee gesehen und 1985 in der Georgsbucht. Der Parasitismus des invasiven Meerneunauges (Petromyzon marinus) in Kombination mit der kommerziellen Überfischung hat zum dramatischen Zusammenbruch der Populationen und ihrem möglichen Rückgang beigetragen. Im Juni 2023 wurde die Art im Oberen See wiederentdeckt.